# 宇宙戦争 (1953年の映画)
『宇宙戦争』（うちゅうせんそう、The War of the Worlds）は、1953年のアメリカ合衆国の特撮映画。監督はバイロン・ハスキン、出演はジーン・バリーとアン・ロビンソンなど。H・G・ウェルズが1898年に発表したSF小説『宇宙戦争』を、ジョージ・パルとパラマウント映画が映画化した作品である。
第26回アカデミー賞では特殊効果賞を受賞し、編集賞と録音賞にノミネートされた他、ヒューゴー賞映像部門も受賞した。

## あらすじ

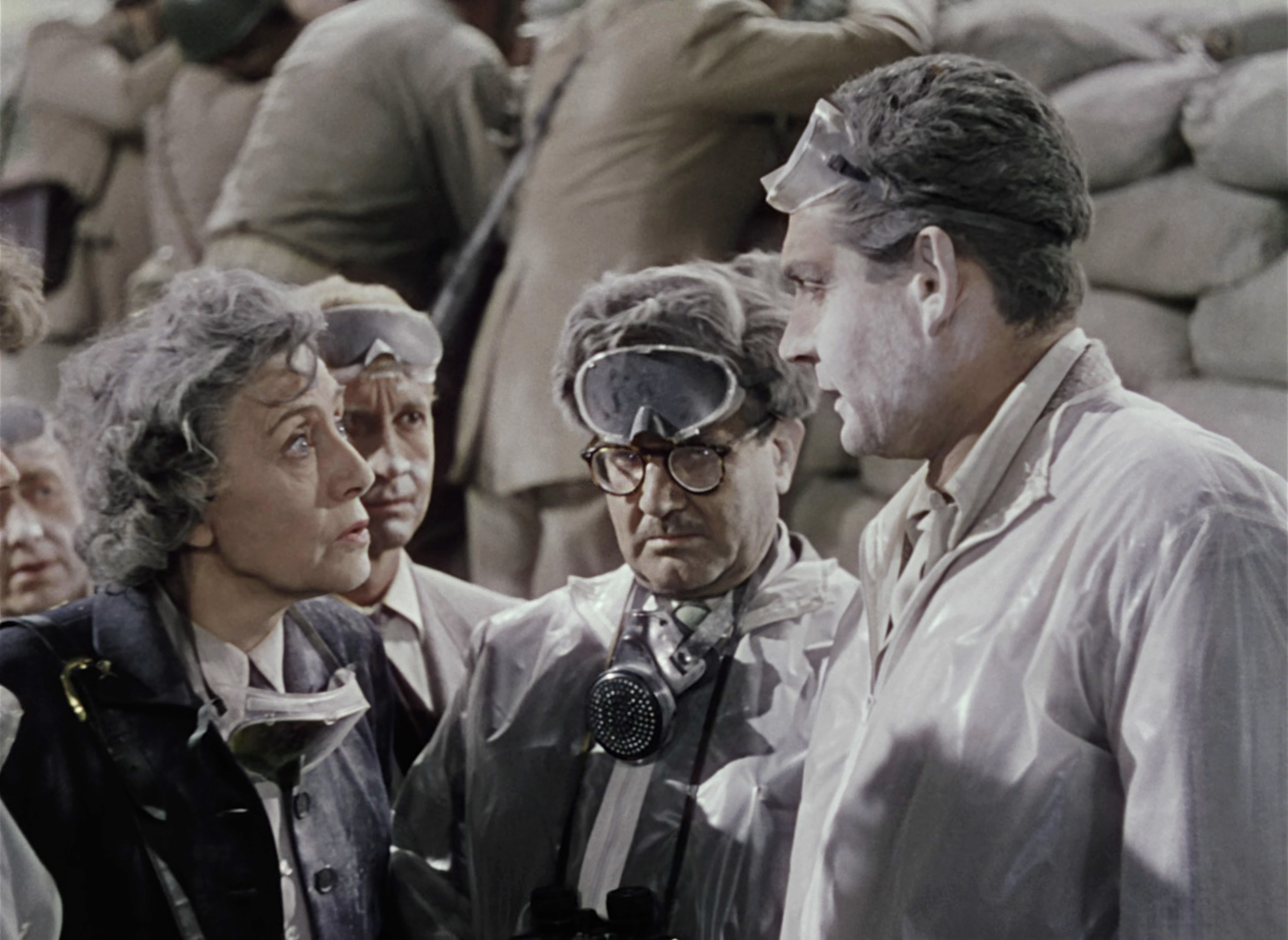
左からAnn Codee、ボブ・コーンスウェイト、サンドロ・ジリオ、ジーン・バリー

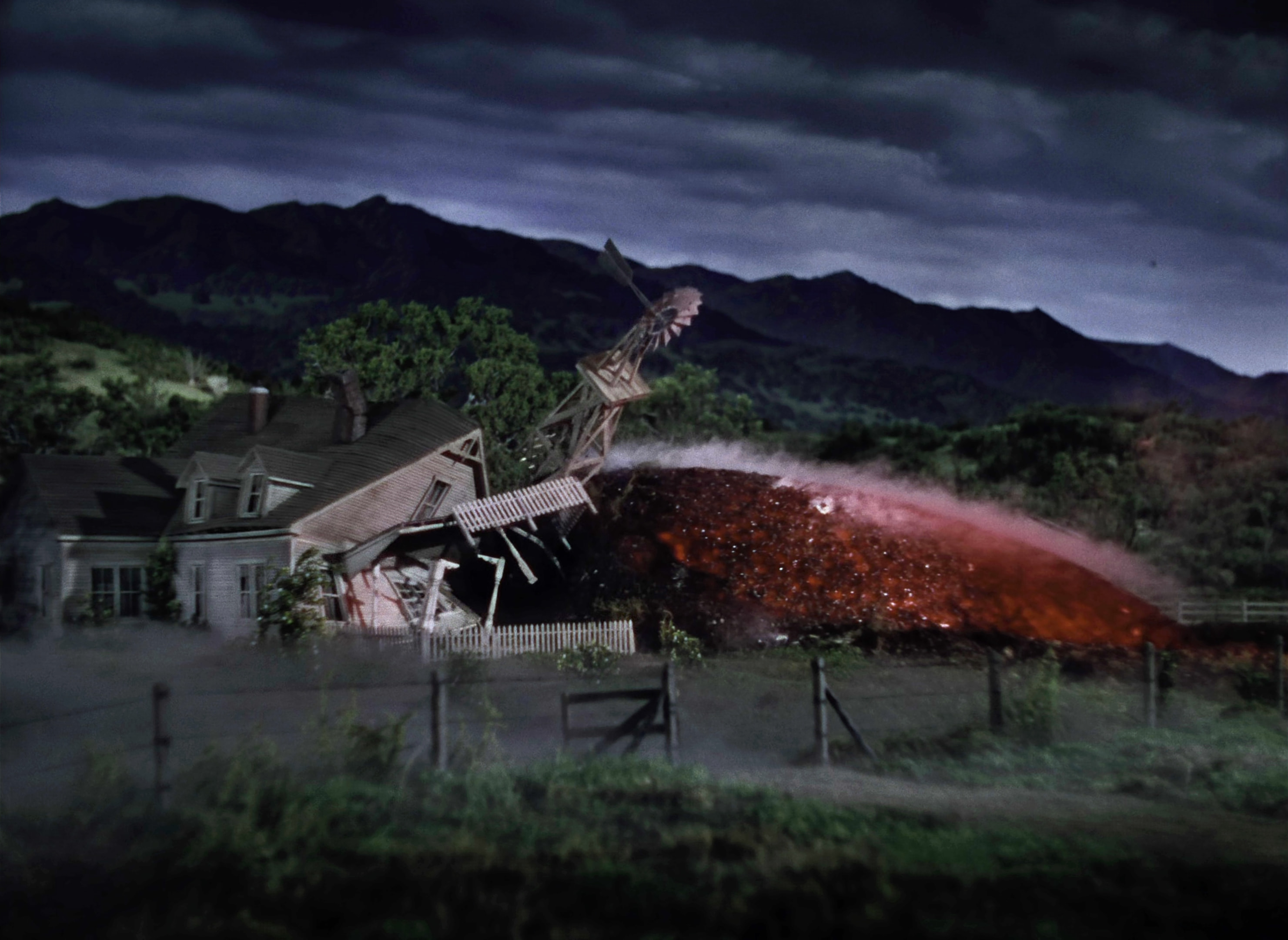

カリフォルニア州の小さな町リンダローザの近くに大きな物体が落下した。落下現場では、原子科学者のクレイトン・フォレスター博士が調査を行う。彼はシルビア・ヴァン・ビューレンと彼女の伯父のコリンズ牧師に出会う。彼らは一緒に夜のダンスパーティに参加する。落下現場に戻ると、物体のハッチが外れて落ちる。警備に立っていた3人の男が白旗を振って接触しようとしたところ、熱線が彼らを消滅させる。その後、米海兵隊が現場を包囲すると、恐らくは火星からと思われる更に多くの円柱状のものが世界中に落下し、多くの都市を破壊しているとの報道が引っ切り無しに入って来る。3つの戦争マシンがリンダローザの円柱状の物の中から現れる。コリンズ牧師が接触を試みるが熱線により蒸発してしまう。海兵隊は発砲するが、侵略者のバリアを突破することが出来ない。エイリアンは殺人光線兵器で反撃し、海兵隊は完全撤退する。空軍の爆撃機が後に続くが全滅する。
フォレスターとシルビアは小型飛行機で逃走するが、不時着してしまう。彼らは近くの無人の農家に隠れていたが、更に別の円柱状の物の衝突によって生き埋めにされそうになる。先端に電子の目が付いた長いケーブルが家の中を探索するが、フォレスターは斧で目をケーブルから切断する。その後、エイリアンが農家に侵入してシルビアに近づくが、フォレスターが撃退する。彼はエイリアンが流した血を布で拭き取る。そして農家が熱線で破壊される寸前に2人は逃げ出す。フォレスターは、侵入者を倒す方法が見つかることを期待して、エイリアンの電子の目と血液をロサンゼルスの大学の自分の研究室に持ち込む。科学者たちは血液を分析し、エイリアンは極度の貧血症であることを発見する。一方、世界各国の首都がエイリアンによって破壊される中、専門家らは僅か数週間で世界が完全に征服されてしまうと予測する。そしてアメリカ政府は原爆の使用を許可する。しかし、原爆も歯が立たないことが判明し、エイリアンはロサンゼルスへの進撃を続ける。ロサンゼルスからの一斉避難の中、フォレスター、シルビア、その他の科学者たちは混乱の中で離ればなれになってしまう。
ロサンゼルスで足止めされたフォレスターはシルビアを探す。彼女が以前に話していたことから、彼は彼女が教会に避難するだろうと推測する。幾つかの教会で探した後、彼は祈っている多くの負傷者の中にシルビアを見つける。エイリアンが教会の近くを攻撃した後、突然彼らのマシンが次々と動力を失い墜落する。フォレスターは、エイリアンの1人が墜落した戦争マシンから離れようとして死ぬのを目撃する。
映画の最後に次のようなナレーションが入る。エイリアンは人類の兵器に対しては無敵だったが、人類が免疫を持っている大気中のバクテリアに対しては抵抗力が無かったのだ。こうして地球は救われた。

## キャスト
| 役名                           | 俳優                       | 日本語吹替                                          | 日本語吹替                    |
| 役名                           | 俳優                       | フジテレビ版                                        | 東京12ch版                    |
| ------------------------------ | -------------------------- | --------------------------------------------------- | ----------------------------- |
| クレイトン・フォレスター博士   | ジーン・バリー             | 広川太一郎                                          | 森川公也                      |
| シルヴィア・ヴァン・ビューレン | アン・ロビンソン           | 池田昌子                                            | 芝田清子                      |
| マン将軍                       | レス・トレメイン           | 久松保夫                                            | 吉沢久嘉                      |
| プライアー博士                 | ボブ・コーンスウェイト     | 村越伊知郎                                          | 伊井篤史                      |
| マシュー・コリンズ牧師         | ルイス・マーティン         | 和田啓                                              | 藤本譲                        |
| ラルフ・ヘフナー大佐           | ヴァーノン・リッチ         |                                                     | 平林尚三                      |
| ビルダーベック博士             | サンドロ・ジリオ           |                                                     | 国坂伸                        |
| サルヴァトーレ                 | ジャック・クルーシェン     |                                                     | 藤城裕士                      |
| ラジオのリポーター             | ポール・フリーズ           | 羽佐間道夫                                          | 西村知道                      |
| ウォッシュ・ペリー             | ウィリアム・ピップス       |                                                     | 幹本雄之                      |
| 保安官                         |                            |                                                     | 小関一                        |
| ジッピー                       |                            |                                                     | 叶年央                        |
| アロンゾ                       |                            |                                                     | 加藤正之                      |
| フィドラー                     |                            |                                                     | 緒方賢一                      |
| デュプレ                       |                            |                                                     | 鳳芳野                        |
| 所長                           |                            |                                                     | 宮村義人                      |
| 隊員                           |                            |                                                     | 政宗一成                      |
| パイロット                     |                            |                                                     | 広瀬正志                      |
| ナレーター                     | セドリック・ハードウィック | 中江真司 小林恭治                                   | 平林尚三                      |
| 不明 その他                    | N/A                        | 勝田久 松岡文雄 杉田俊也 大久保正信 肝付兼太 加藤治 | N/A                           |
| 日本語版制作スタッフ           |                            |                                                     |                               |
| 演出                           | 演出                       |                                                     | 蕨南勝之                      |
| 翻訳                           | 翻訳                       |                                                     | 飯嶋永昭                      |
| 効果                           | 効果                       |                                                     | 遠藤堯雄 桜井俊哉             |
| 調整                           |                            |                                                     |                               |
| 制作                           | 制作                       |                                                     | 東北新社                      |
| 解説                           |                            |                                                     |                               |
| 初回放送                       | 初回放送                   | 1971年4月11日 『サンデー洋画劇場』                  | 1978年5月4日 『木曜洋画劇場』 |

## スタッフ
- 製作：ジョージ・パル
- 監督：バイロン・ハスキン
- 原作：H・G・ウェルズ『宇宙戦争』
- 脚本：バリー・リンドン（英語版）
- 音楽：リース・スティーヴンス（英語版）
- 撮影：ジョージ・バーンズ
- 編集：エヴェレット・ダグラス（英語版）
- 美術：アルバート・ノザキ（英語版）、ハル・ペレイラ（英語版）
- 視覚効果：ゴードン・ジェニングス（英語版）、ファーシオット・エドゥアート（英語版）他

## 製作
H・G・ウェルズの古典SF小説『宇宙戦争』を、『月世界征服』や『地球最後の日』を製作したジョージ・パルが映画化した作品である。ウェルズの原作をバリー・リンドンが脚色し、バイロン・ハスキンが監督した。リンドンとハスキンは、この後『宇宙征服』でもパルと組んでいる。
物語の大筋は原作を生かしつつ、時代設定と主たる舞台は19世紀末のイギリスから製作当時のアメリカ合衆国カリフォルニア州南部に移された。火星人の兵器も、原作に登場する「トライポッド」と呼ばれる三脚型の機械から「マーシャーン・ウォー・マシーン」と呼ばれる空飛ぶ円盤型の宇宙艇に変更され、原作が書かれた当時は存在しなかった原子爆弾も通用しない強敵に描かれている。
特撮は『地球最後の日』を手がけ、アカデミー特殊効果賞を2度受賞しているゴードン・ジェニングスや、同じく特殊効果賞を2度受賞し、この後『宇宙征服』にも参加するスクリーン・プロセスの専門家ファーシオット・エドゥアートらが担当した。「マーシャン・ウォー・マシーン」の造形は、美術を担当した日系人アルバート・ノザキによるものである。
主演のジーン・バリーは、後のテレビシリーズ『バークにまかせろ』のバーク役で知られる。また、バリーとアン・ロビンソンはDVDのオーディオコメンタリーに声を吹き込み、2005年にスティーヴン・スピルバーグがリメイクした『宇宙戦争』にもカメオ出演している。

## 作品の評価
Rotten Tomatoesによれば、批評家の一致した見解は「ところどころで古臭くはあるが、『宇宙戦争』は不安をかき立てるような力を持ち続けており、H・G・ウェルズの古典的SF物語を冷戦時代に合わせて更新し、且つ1950年代のいかなる映画の中でも最高の特殊効果をいくつか見せてくれている。」であり、35件の評論のうち高評価は89%にあたる31件で、平均点は10点満点中7.25点となっている。

## 続編
1988年にテレビシリーズとして、 "War of the Worlds" （『新・宇宙戦争』、別タイトル『エイリアン・ウォーズ』）が製作された。内容は、本映画の続編の形を取っている。